# Ma-ui (serie televisiva)
Ma-ui (hangŭl: 마의, lett. Il medico dei cavalli; titolo internazionale The King's Doctor, conosciuta anche come Horse Doctor o The Horse Healer) è una serie televisiva sudcoreana trasmessa su MBC dal 1º ottobre 2012 al 25 marzo 2013.

## Trama
Nato in una casta povera, il dottore di cavalli Baek Kwang-hyun, grazie alla sua bravura, diventa un famoso veterinario, fino a essere assegnato come medico personale del re.

## Personaggi

### Personaggi principali
- Baek Kwang-hyun, interpretato da Jo Seung-woo e Ahn Do-gyu (da giovane).
Cresciuto nei mercati agricoli infestati dalle bande, diventa un veterinario e poi il medico personale del re. È molto coscienzioso.
- Kang Ji-nyeong, interpretata da Lee Yo-won e Noh Jung-ui (da giovane).
Nata da una schiava, viene scambiata con il figlio del suo padrone, Baek Kwang-hyun, per salvargli la vita. Ignara che dietro questo piano ci sia Lee Myung-hwan, considera l'uomo come un padre. Parla senza mezzi termini.
- Lee Myung-hwan, interpretato da Son Chang-min.
Amico di Kang Do-joon, padre biologico di Kwang-hyun, è il figlio illegittimo di un signore e una plebea. Poiché è stato costretto a prendere la casta di sua madre, cerca di diventare un medico reale per essere elevato alla classe nobile. È avido e ambizioso.
- Jang In-joo, interpretata da Yoo Sun.
Infermiera che lavora nell'ufficio reale dei medici, è molto più brava nel guarire i pazienti e nell'agopuntura rispetto a Lee Myung-hwan, ma nasconde la sua abilità perché è un medico di livello inferiore. Quando il complotto per avvelenare il principe Sohyeon ha successo, lascia l'ufficio e viaggia in Medio Unito e Giappone per imparare altre tecniche mediche. Impressionata dall'abilità di Kwang-hyun, lo raccomanda come allievo alla scuola orientale di medicina Hyeminseo.
- Lee Sung-ha, interpretato da Lee Sang-woo e Nam Da-reum (da giovane).
Il figlio di Lee Myung-hwan, ha una mente pratica e un comportamento accomodamente, sofisticato e dolce. È un marito perfetto che molti vorrebbero per le proprie figlie, ma è da sempre innamorato di Ji-nyeong, con la quale è cresciuto. Quando la donna sceglie Kwang-hyun, canalizza i suoi sentimenti di tradimento e odio nel diventare un medico che segue rigorosamente i principi confuciani ortodossi.
- Ko Joo-man, interpretato da Lee Soon-jae.
- Re Hyeonjong, interpretato da Han Sang-jin.
- Principessa Sukhwi, interpretata da Kim So-eun.
La sorella minore del re, è amata da tutti e ambiziosa. Rimane affascinata da Baek Kwang-hyun; ama gli animali e possiede un gatto.
- Seo Eun-seo, interpretata da Jo Bo-ah.
È una giovane vedova.

### Personaggi secondari
- Jung Sung-jo, interpretato da Kim Chang-wan.
- Kang Do-joon, interpretato da Jeon No-min.
Il padre naturale di Kwang-hyun, è un dottore che viene dimesso per cospirazione mentre indaga sulla verità dietro l'omicidio del principe ereditario.
- Joo In-ok, interpretata da Choi Soo-rin.
- Regina Inseon, interpretata da Kim Hye-sun.
- Choo Ki-bae, interpretato da Lee Hee-do.
- Oh Jang-bak, interpretato da Maeng Sang-hoon.
- Ja-bong, interpretato da Ahn Sang-tae.
- Kwon Suk-chul, interpretato da In Gyo-jin.
- Yoon Tae-joo, interpretato da Jang Hee-woong.
- Park Dae-mang, interpretato da Yoon Bong-gil.
- Jo Jung-chul, interpretato da Choi Beom-ho.
- Shin Byung-ha, interpretato da Shin Gook.
- Dama di corte Kwak, interpretata da Ahn Yeo-jin.
- Ma Do-heum, interpretato da Lee Kwan-hoon.
- Regina Myeongseong, interpretata da Lee Ga-hyun.
- Maestro Sa-am, interpretato da Ju Jin-mo.
- So Ka-young, interpretata da Uhm Hyun-kyung.
- Baek Seok-goo, interpretato da Park Hyuk-kwon.
- Moglie di Baek Seok-goo, interpretata da Hwang Young-hee.
- Seo Doo-shik, interpretato da Yoon Hee-seok.
- Jo Bi, interpretato da Kim Young-im.
- Hong Mi-geum, interpretato da Oh Eun-ho.
- Jung Mal-geum, interpretato da Oh In-hye.
- Kang Jung-doo, interpretato da Seo Beom-shik.
- Lee Myung-hwan, interpretata da Im Chae-won.
- Park Byung-joo, interpretato da Na Sung-kyun.
- Choi Ga-bi, interpretata da Lee Sook.
- Park Eun-bi, interpretata da Heo Yi-seul.
- Contadino, interpretato da Yoo In-suk.
- Dottore reale, interpretato da Han Choon-il.
- Dottore reale, interpretato da Jeon Heon-tae.
- Oh Kyu-tae, interpretato da Kim Ho-young.
- Primo segretario, interpretato da Na Jae-kyun.
- Kyu-soo, interpretata da So Hyang.
- Shim Moon-kwan, interpretato da Jung Dong-gyu.
- Ji-pyung, interpretato da Kim Tae-jong.
- Patrigno di Lee Myung-hwan interpretato da Lee Jong-goo.
- Amico della giovane Ji-nyeong, interpretato da Yang Han-yeol.
- Doo-mok, interpretato da Oh Jung-tae.
- Guru Uigeumbu, interpretato da Kang Shin-jo.
- Byung-ja, interpretato da Shin Joon-young.
- Ufficiale, interpretato da Kim Ik-tae.
- Ufficiale, interpretato da Choi Eun-seok.
- Ufficiale, interpretato da Ki Yeon-ho.
- Ufficiale, interpretato da Park Gi-san.
- Ufficiale, interpretato da Song Yong-tae.

### Personaggi minori
- Principe ereditario Sohyeon, interpretato da Jung Gyu-woon.
Il figlio maggiore di re Injo e fratello maggiore di re Hyojong.
- Principessa ereditaria Minhoe del clan Kang, interpretata da Kyung Soo-jin.
- Re Injo, interpretato da Sunwoo Jae-duk.
- Re Hyojong, interpretato da Choi Deok-moon.
- Kim Ja-jeom, interpretato da Kwon Tae-won.
- Moglie di Do-joon e madre di Kwang-hyun, interpretata da Jang Young-nam.
- Jo So-yong (poi Jo Gwi-in), interpretata da Seo Hyun-jin.
- Lee Hyung-ik, interpretato da Jo Deok-hyun.
- Boo Tae-soo, interpretato da Song Min-hyung.
- Woo-hee, interpretata da Lee Hee-jin.
- Soo-bo, interpretato da Im Byung-ki.
È il fratello maggiore di Woo-hee.
- Choi Hyun-wook, interpretato da Yoon Jin-ho.
- Hong Yoon-shik, interpretato da Park Young-ji.
- Piccolo principe ereditario (poi re Sukjong), interpretato da Kang Han-byul.

## Ascolti
| Episodio | Data di trasmissione | Dati TNMS           | Dati TNMS                  | Dati AGB            | Dati AGB                   |
| Episodio | Data di trasmissione | A livello nazionale | Area metropolitana di Seul | A livello nazionale | Area metropolitana di Seul |
| -------- | -------------------- | ------------------- | -------------------------- | ------------------- | -------------------------- |
| 1        | 1 ottobre 2012       | 10,0%               | 11,7%                      | 8,7%                | 9,1%                       |
| 2        | 2 ottobre 2012       | 12,5%               | 13,1%                      | 9,7%                | 10,7%                      |
| 3        | 8 ottobre 2012       | 5,9%                | 6,9%                       | 6,6%                | 7,7%                       |
| 4        | 9 ottobre 2012       | 9,2%                | 9,2%                       | 10,0%               | 11,0%                      |
| 5        | 15 ottobre 2012      | 11,7%               | 13,4%                      | 10,4%               | 12,1%                      |
| 6        | 16 ottobre 2012      | 12,5%               | 12,6%                      | 12,9%               | 13,9%                      |
| 7        | 22 ottobre 2012      | 15,0%               | 16,1%                      | 14,3%               | 15,6%                      |
| 8        | 23 ottobre 2012      | 15,3%               | 16,9%                      | 14,3%               | 16,9%                      |
| 9        | 29 ottobre 2012      | 13,1%               | 14,8%                      | 13,4%               | 15,2%                      |
| 10       | 30 ottobre 2012      | 14,0%               | 16,0%                      | 13,5%               | 15,1%                      |
| 11       | 5 novembre 2012      | 14,5%               | 16,0%                      | 14,7%               | 15,9%                      |
| 12       | 6 novembre 2012      | 15,5%               | 17,1%                      | 15,4%               | 16,8%                      |
| 13       | 12 novembre 2012     | 13,8%               | 14,0%                      | 14,6%               | 16,4%                      |
| 14       | 13 novembre 2012     | 16,4%               | 17,8%                      | 16,8%               | 18,5%                      |
| 15       | 19 novembre 2012     | 15,7%               | 17,9%                      | 17,8%               | 20,0%                      |
| 16       | 20 novembre 2012     | 16,7%               | 17,4%                      | 18,1%               | 20,3%                      |
| 17       | 26 novembre 2012     | 17,0%               | 19,1%                      | 17,7%               | 19,5%                      |
| 18       | 27 novembre 2012     | 17,8%               | 19,9%                      | 18,9%               | 20,6%                      |
| 19       | 3 dicembre 2012      | 19,1%               | 21,4%                      | 18,0%               | 19,7%                      |
| 20       | 4 dicembre 2012      | 18,7%               | 21,7%                      | 17,8%               | 19,1%                      |
| 21       | 10 dicembre 2012     | 17,6%               | 19,7%                      | 16,0%               | 17,5%                      |
| 22       | 11 dicembre 2012     | 17,4%               | 20,7%                      | 17,4%               | 18,8%                      |
| 23       | 17 dicembre 2012     | 17,5%               | 19,0%                      | 17,7%               | 19,0%                      |
| 24       | 18 dicembre 2012     | 18,0%               | 19,7%                      | 18,9%               | 20,6%                      |
| 25       | 24 dicembre 2012     | 17,2%               | 19,3%                      | 17,1%               | 19,1%                      |
| 26       | 25 dicembre 2012     | 20,2%               | 21,7%                      | 19,1%               | 19,9%                      |
| 27       | 1º gennaio 2013      | 18,1%               | 20,0%                      | 18,1%               | 19,4%                      |
| 28       | 7 gennaio 2013       | 18,3%               | 20,7%                      | 16,6%               | 17,7%                      |
| 29       | 8 gennaio 2013       | 20,3%               | 22,1%                      | 18,3%               | 19,7%                      |
| 30       | 14 gennaio 2013      | 18,9%               | 21,1%                      | 18,1%               | 19,5%                      |
| 31       | 15 gennaio 2013      | 20,5%               | 23,0%                      | 19,2%               | 20,4%                      |
| 32       | 21 gennaio 2013      | 19,4%               | 21,3%                      | 20,1%               | 21,8%                      |
| 33       | 22 gennaio 2013      | 20,7%               | 22,9%                      | 20,0%               | 21,4%                      |
| 34       | 28 gennaio 2013      | 19,4%               | 22,2%                      | 18,4%               | 20,1%                      |
| 35       | 29 gennaio 2013      | 21,5%               | 24,4%                      | 21,0%               | 22,5%                      |
| 36       | 4 febbraio 2013      | 22,8%               | 24,8%                      | 22,4%               | 24,2%                      |
| 37       | 5 febbraio 2013      | 24,2%               | 26,7%                      | 23,7%               | 25,8%                      |
| 38       | 11 febbraio 2013     | 20,8%               | 24,1%                      | 19,3%               | 20,7%                      |
| 39       | 12 febbraio 2013     | 19,5%               | 22,2%                      | 20,3%               | 22,7%                      |
| 40       | 18 febbraio 2013     | 21,2%               | 24,1%                      | 19,4%               | 21,4%                      |
| 41       | 19 febbraio 2013     | 19,7%               | 22,5%                      | 18,1%               | 19,0%                      |
| 42       | 25 febbraio 2013     | 20,6%               | 23,3%                      | 19,6%               | 22,0%                      |
| 43       | 26 febbraio 2013     | 20,0%               | 21,5%                      | 19,7%               | 21,9%                      |
| 44       | 4 marzo 2013         | 18,4%               | 20,6%                      | 18,4%               | 20,6%                      |
| 45       | 5 marzo 2013         | 18,8%               | 20,5%                      | 18,5%               | 20,4%                      |
| 46       | 11 marzo 2013        | 19,6%               | 21,7%                      | 18,8%               | 20,6%                      |
| 47       | 12 marzo 2013        | 18,9%               | 21,0%                      | 19,4%               | 21,4%                      |
| 48       | 18 marzo 2013        | 18,0%               | 20,5%                      | 18,8%               | 20,9%                      |
| 49       | 19 marzo 2013        | 17,9%               | 19,6%                      | 19,1%               | 21,1%                      |
| 50       | 25 marzo 2013        | 17,2%               | 18,4%                      | 17,8%               | 20,2%                      |

## Colonna sonora
1. Only One Thing (오직 단 하나) – Sohyang e Ahn Eun-kyung
2. It Hurts and Hurts (아프고 아파도) – Ye-rin
3. Live Next To You (당신곁에 살리라) – Im Jae-bum
4. Just In Case (만에하나) – M.C. the Max

## Riconoscimenti
| Anno | Premio           | Categoria                                                               | Ricevente     | Risultato       |
| ---- | ---------------- | ----------------------------------------------------------------------- | ------------- | --------------- |
| 2012 | MBC Drama Awards | Miglior nuova attrice                                                   | Kim So-eun    | Vincitore/trice |
| 2012 | MBC Drama Awards | Premio all'eccellenza, attore in un drama a progetto speciale           | Han Sang-jin  | Candidato/a     |
| 2012 | MBC Drama Awards | Premio all'eccellenza, attore in un drama a progetto speciale           | Lee Sang-woo  | Vincitore/trice |
| 2012 | MBC Drama Awards | Premio all'eccellenza, attrice in un drama a progetto speciale          | Kim Hye-sun   | Candidato/a     |
| 2012 | MBC Drama Awards | Premio alla massima eccellenza, attore in un drama a progetto speciale  | Jo Seung-woo  | Vincitore/trice |
| 2012 | MBC Drama Awards | Premio alla massima eccellenza, attore in un drama a progetto speciale  | Son Chang-min | Candidato/a     |
| 2012 | MBC Drama Awards | Premio alla massima eccellenza, attrice in un drama a progetto speciale | Lee Yo-won    | Candidato/a     |
| 2012 | MBC Drama Awards | Premio alla massima eccellenza, attrice in un drama a progetto speciale | Yoo Sun       | Candidato/a     |
| 2012 | MBC Drama Awards | Miglior drama                                                           |               | Candidato/a     |
| 2012 | MBC Drama Awards | Gran premio                                                             | Jo Seung-woo  | Vincitore/trice |

## Distribuzioni internazionali
| Paese     | Canale/i                     | Prima TV                   | Titolo adottato                           |
| --------- | ---------------------------- | -------------------------- | ----------------------------------------- |
| Giappone  | NHK                          | 2013                       | 馬医 (Il medico dei cavalli)              |
| Hong Kong | Entertainment Channel        | 22 aprile-26 aprile 2013   | 馬醫 (Il medico dei cavalli)              |
| Taiwan    | GTV                          | 26 giugno-19 agosto 2013   | 馬醫 (Il medico dei cavalli)              |
| Mongolia  | Channel 25                   | Novembre 2013              | Морины эмч (Il medico dei cavalli)        |
| Sri Lanka | Rupavahini                   | Novembre 2013              | ඉසිවර වෙදැදුරු                                 |
| Cambogia  | Cambodian Television Network | Dicembre 2013              | ពេទ្យសេះម្ចាស់ស្នេហ៍ (Il medico amante dei cavalli) |
| Singapore | StarHub TV                   | 12 febbraio-22 aprile 2014 | 馬醫 (Il medico dei cavalli)              |
| Indonesia | Indosiar                     | novembre 2014              | The King's Doctor                         |
| Filippine | GMA Network                  | 29 giugno 2015             | The King's Doctor                         |
| Turchia   |                              |                            |                                           |
| Birmania  |                              |                            |                                           |